# Půdní zrnitost

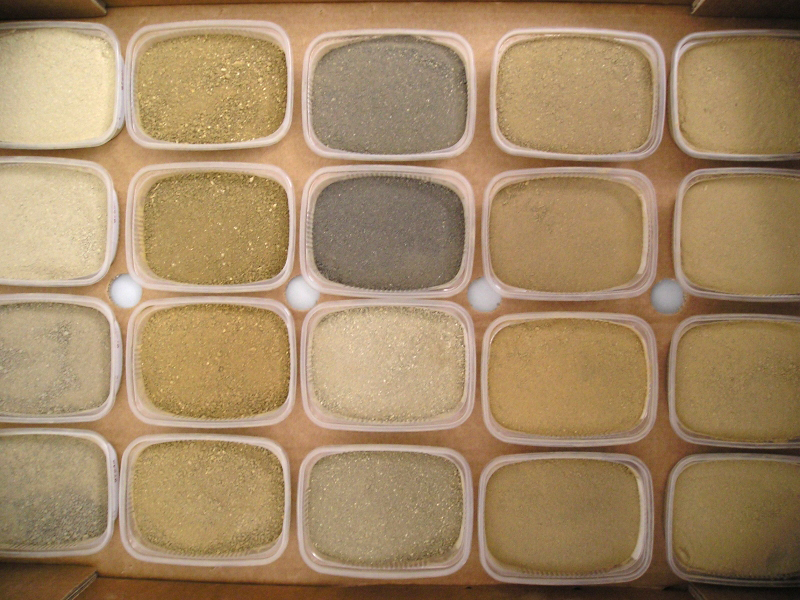
Půdní zrnitost

Půdní zrnitost je fyzikální vlastnost půdy určující fyzikální frakcionizaci půdy.
Zrnitost ovlivňuje mechanické vlastnosti půdy (např. při orbě) a texturu. Zrnitost se určuje pomocí sít, sedimentací, vyplavováním nebo jiným způsobem. Při určování zrnitosti takřka vždy dochází k rozdělení na dvě frakce: jemnozem a skelet. To se provádí u půdy suché po rozdrcení hrud na jemnou složku na sítech o průměru děr 2 mm. Jemnozem se dále upravuje chemickými nebo fyzikálními metodami, aby došlo k rozdělení jemných stmelených částí. Výsledky se vyjadřují v procentech hmotnosti jednotlivých frakcí.

## Rozdělení zrnitostních frakcí
K rozdělení zrnitostních frakcí se v pedologické praxi užívá několik systémů, protože tato problematika nebyla dosud sjednocena. V ČR se používá např. rozdělení zrnitostních frakcí podle Nováka nebo rozdělení frakcí dle československé státní normy ČSN 72 1001.

## Půdní druhy
Ani při rozdělení půd na půdní druhy nepanuje v pedologické praxi jednotné členění. Půdní druhy se vyčleňují na základě procentuálního zastoupení jednotlivých frakcí ve vzorku. Obecným problémem členění je fakt, že s nárůstem hloubky roste i skeletovitost a některé půdy jsou dosti heterogenní ve svém profilu. V ČR se nejčastěji používá dvou klasifikačních systémů: dle Nováka a Kopeckého klasifikační stupnice.
1. lehká (písčitá) – sypká půda
- půdou protéká rychle voda, půda rychle vyschne
- je nutné intenzivní zavlažování
- pěstují se v ní mírně náročné plodiny

2. středně těžká (hlinitá) půda; převažuje
- optimální proces vsakování vody
- vyskytuje se většinou v nížinách, tam kde byly spraše
- hlinitá půda je nejúrodnější

3. těžká půda (jílovitá)
- pro vodu je nepropustná; na povrchu voda stojí, dokud louže nevyschne

### Rozdělení půdních druhů dle Nováka
Vychází z velikosti částic v půdě.

Dle obsahu I. kategorie < (0,01 mm) v procentech (%) dělí Novák půdní druhy na:
- písčitý (0–10)
- hlinitopísčitý (10–20)
- písčitohlinitý (20–30)
- hlinitý (30–45)
- jílovitohlinitý (45–60)
- jílovitý (60–75)
- jíl (nad 75).

Podle Nováka
- písčitá a hlinitopísčitá: podle zpracovatelnosti lehká, obsah jílu 0–10 % a 10–20 %
- písčitohlinitá a hlinitá: podle zpracovatelnosti střední, obsah jílu 20–30 % a 30–45 %
- jílovitohlinitá, jílovitá a jíl: podle zpracovatelnosti těžká, obsah jílu 45–60 %,  60–75 % a nad 75 %